# جوزيف بلاتر
جوزيف سيب بلاتر (بالإنجليزية: Joseph Sepp Blatter) والذي يعرف اختصاراً باسم سيب بلاتر (بالإنجليزية: Sepp Blatter) هو إداري كروي سويسري (مواليد 10 مارس 1936 بمدينة فيسب، كانتون فاليز، سويسرا) شغل منصب ثامن رئيس الاتحاد الدولي لكرة القدم (الفيفا) في الفترة ما بين عام 8 يونيو 1998 ولغاية 2 يونيو 2015، عندما أعلن عن استقالته، مع بقائه بمنصبه لحين انعقاد الجلسة الاستثنائية لكونغرس الفيفا لاختيار خلفه بإدارة شؤون الاتحاد الدولي لكرة القدم.

## النشأة
وُلد سيب بلاتر في فيسب في كانتون فاليه تحت اسم جوزيف. درس في سانت موريس (سويسرا) قبل أن يحصل على بكالوريوس في إدارة الأعمال والاقتصاد من جامعة لوزان في عام 1959. تمتع بلاتر بمسيرة مهنية طويلة ومتنوعة شغل خلالها مناصب عدة منها رئيس العلاقات العامة لمجلس السياحة في كانتون فاليه، وأمين عام الاتحاد السويسري لهوكي الجليد
كما شغل بلاتر منصب مديراً لدائرة أجهزة قياس التوقيت الرياضي والعلاقات العامة والتسويق في شركة لونجين، وشارك في تنظيم الألعاب الأولمبية الصيفية 1972 و1976.

## الفيفا
مُنذ عام 1975، عمل بلاتر في الفيفا حيثُ شغل منصب المدير الفني (1975–1981)، ثم الأمين العام (1981–1998) قبل أن يُنتخب رئيسًا لـالفيفا في عام 1998. أُعيد انتخابه رئيسًا للفيفا في عام 2002، وأُعيد انتخابه بدون منافس لفترة أخرى في 31 مايو 2007، رغم أن 66 عضوًا فقط من بين 207 أعضاء في الفيفا رشحوه.
كان بلاتر والفيفا محورًا للجدل وتُهم الفساد بشكل متكرر. شهدت فترة رئاسته جدلًا بسبب اتهامات بسوء الإدارة المالية وقبول الرشاوى.
تعرض بلاتر لانتقادات من وسائل الإعلام ومن كبار شخصيات كرة القدم واللاعبين، بسبب تصريحاته المثيرة للجدل. من بين هذه التصريحات، زعمه أن بلدان أمريكا اللاتينية ستشيد بـجون تيري على علاقته خارج إطار الزواج، وأن العنصرية في الملاعب يمكن حلها بمصافحة، وغير ذلك. كما واجه انتقادات أثناء تصفيات كأس العالم 2014، حين قاطع "دقيقة صمت" تكريماً لرئيس جنوب أفريقيا السابق نيلسون مانديلا بعد 11 ثانية فقط. ووصف مايكل فان براغ، رئيس الاتحاد الهولندي تصرفاته بأنها "سخيفة" وأعرب عن أمله في عدم إعادة انتخاب بلاتر في عام 2015.
تعرض بلاتر للهتافات العدائية من الجماهير عدة مرات، منها في كأس العالم في سيول وكأس القارات في فرانكفورت في عامي 2002 و2005، وفي مسقط رأسه في فيسب عام 2011، وفي حفل توزيع ميداليات نهائي كرة القدم للسيدات في أولمبياد 2012، وفي افتتاح مباراة في كأس القارات 2013. ولتفادي الاحتجاجات، لم يُلقي خطاب في كأس العالم 2014.

### انتخابات 1998
فاز سيب بلاتر في انتخابات رئاسة الفيفا عام 1998 متغلبًا على رئيس الاتحاد الأوروبي لينارت يوهانسون وسط جدل كبير. وارتبطت حملته في عام 2002 بشائعات حول مخالفات مالية وصفقات خلف الكواليس، ووُجهت له اتهامات مباشرة بتلقي رشاوى. وقد صرح فرح آدو، نائب رئيس الاتحاد الأفريقي لكرة القدم ورئيس الاتحاد الصومالي لكرة القدم في الصحافة البريطانية أنه عُرض عليه مبلغ 100,000 دولار للتصويت لبلاتر في انتخابات 1998.

### تصريحات مثيرة للجدل حول كرة القدم للسيدات عام 2004
في عام 2004، صرح بلاتر خلال مقابلة مع صحيفة سونتاغسبليك السويسرية، عندما سُئل عن كيفية زيادة شعبية كرة القدم النسائية، قائلاً: «يجب أن تلعب النساء بملابس أكثر أنوثة، كما في الكرة الطائرة، مثل الشورتات الضيقة على سبيل المثال. اللاعبات جميلات، إن سمحتم لي بقول ذلك، وهنّ يستخدمن بالفعل كرات أخف من الرجال لخلق جمالية نسائية، فلماذا لا ينطبق ذلك أيضًا على زيّهن الرياضي؟» وقد أثارت تعليقاته ردود فعل غاضبة.

### كأس العالم 2006
في كأس العالم 2006، بعد مباراة مثيرة للجدل في الدور الثاني بين البرتغال وهولندا، قام الحكم فالنتين إيفانوف بإصدار رقم قياسي بلغ 16 بطاقة صفراء وأربع بطاقات حمراء، ورد أن بلاتر انتقد أداء الحكم، وصرح بأن إيفانوف كان يجب أن يُعطي نفسه بطاقة صفراء لأدائه الضعيف كحكم. لاحقًا، قال إنه يندم على تصريحاته ووعد بالاعتذار رسميًا لإيفانوف. ومع ذلك، لم يُقدم الاعتذار، واستُبعد الحكم من إكمال مهامه التحكيمية في البطولة.

### التمثيل الزائد للاعبين الأجانب في الأندية
تعرض بلاتر لانتقادات في عامي 2007 و2008 لمحاولته تغيير قانون العمل في الاتحاد الأوروبي بشأن عدد اللاعبين الأجانب الذين يمكن للأندية أن تشركهم في أي وقت. كان يهدف إلى فرض قيد على إشراك خمسة لاعبين أجانب فقط، مع تواجد ستة لاعبين من جنسية النادي نفسه. اعتقد بلاتر أن ذلك سيساعد المنتخبات الوطنية عبر زيادة عدد اللاعبين الوطنيين الذين يلعبون في دوريات بلادهم.
كثيرًا ما أشار بلاتر إلى الدوري الإنجليزي الممتاز كأحد المشاكل الرئيسية في كرة القدم، بسبب تأثير اللاعبين والمدربين والملاك الأجانب على الفرق الكبرى.

### أماكن استضافة كأس العالم

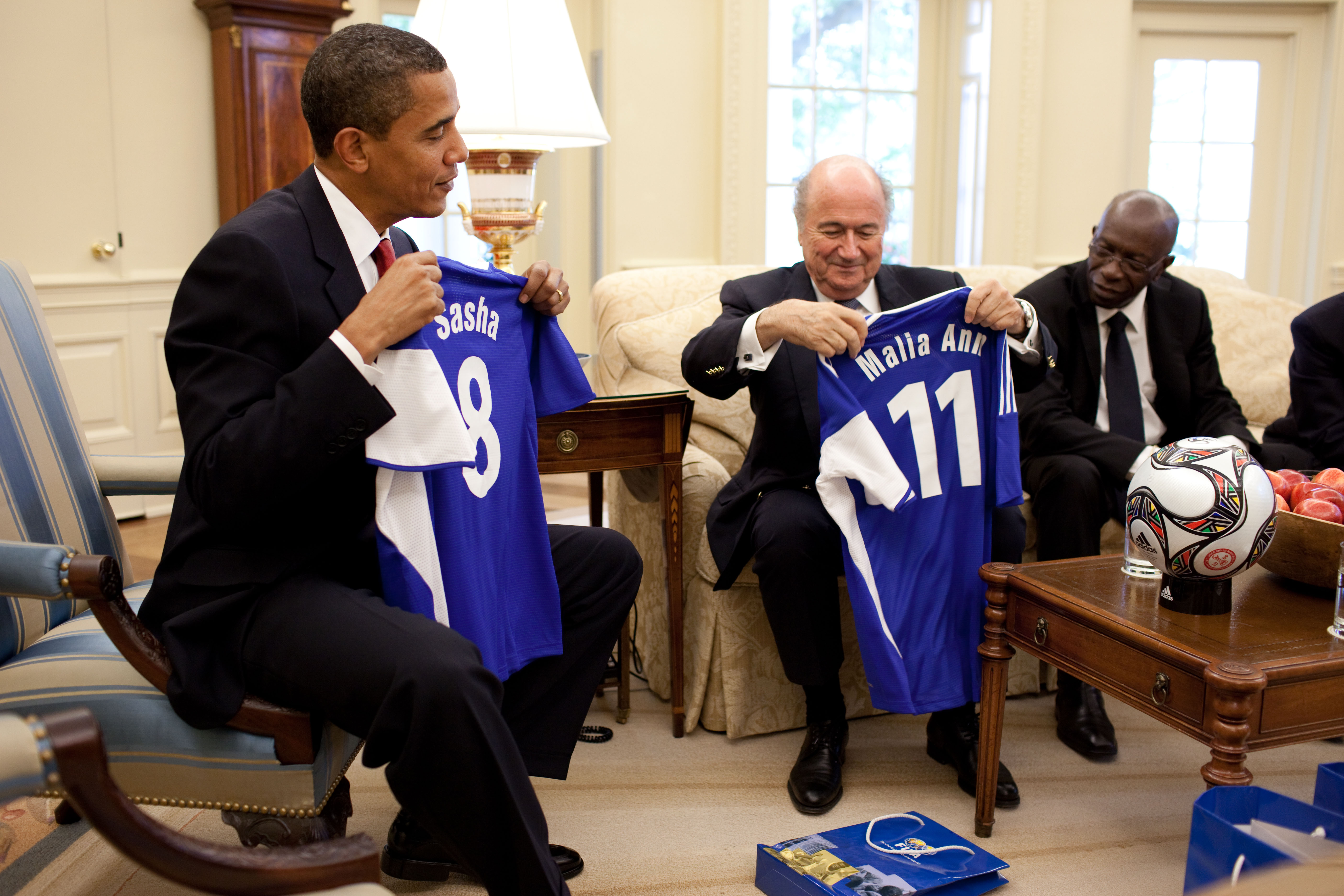
بلاتر مع باراك أوباما وجاك وارنر. صرّح الرئيس الأمريكي أوباما بأن الفيفا اتخذت "القرار الخاطئ" بمنح قطر حق استضافة البطولة في 2022.

أُفيد أن بلاتر قد "أبرم صفقة غير رسمية مع رئيس الاتحاد الأوروبي آنذاك ميشيل بلاتيني" لضمان حصول أوروبا على كأس العالم عام 2018، حيث إذا لم تنسحب الدول غير الأوروبية من التقديم، فإنها «ستجد هذه الدول نفسها مستبعدة دون أي دعم من الفيفا، مما سيقلل من فرصها في أن تكون منافسًا حقيقيًا على استضافة كأس العالم النسخة القادمة.»

### المساعدة التقنية
ازداد النقد على بلاتر بسبب رفضه السماح باستخدام تقنية خط المرمى أو إعادة الفيديو بعد الجدل حول الهدف الملغى الذي سجله فرانك لامبارد في مباراة بين إنجلترا وألمانيا في 27 يونيو 2010.
بعد يومين، أعلن بلاتر عن أسفه لـ"الأخطاء التحكيمية الواضحة" في مباريات إنجلترا ضد ألمانيا والمكسيك ضد الأرجنتين، واعتذر للاتحاد الإنجليزي والاتحاد المكسيكي (اللذين تأثرا مباشرة بالأخطاء)، معترفًا بأن لامبارد سجل هدفًا ضد ألمانيا وأن هدف تيفيز ضد المكسيك كان من موقع تسلل.
وأضاف: «من الواضح أنه بناءً على التجارب حتى الآن في هذه البطولة، سيكون من الخطأ عدم إعادة فتح ملف تقنية خط المرمى. سنطرح نموذجًا جديدًا في نوفمبر حول كيفية تحسين مستوى التحكيم... لا يمكنني الكشف عن المزيد من التفاصيل، لكن يجب أن يحدث تغيير.»

### انتخابات رئاسة الفيفا 2011

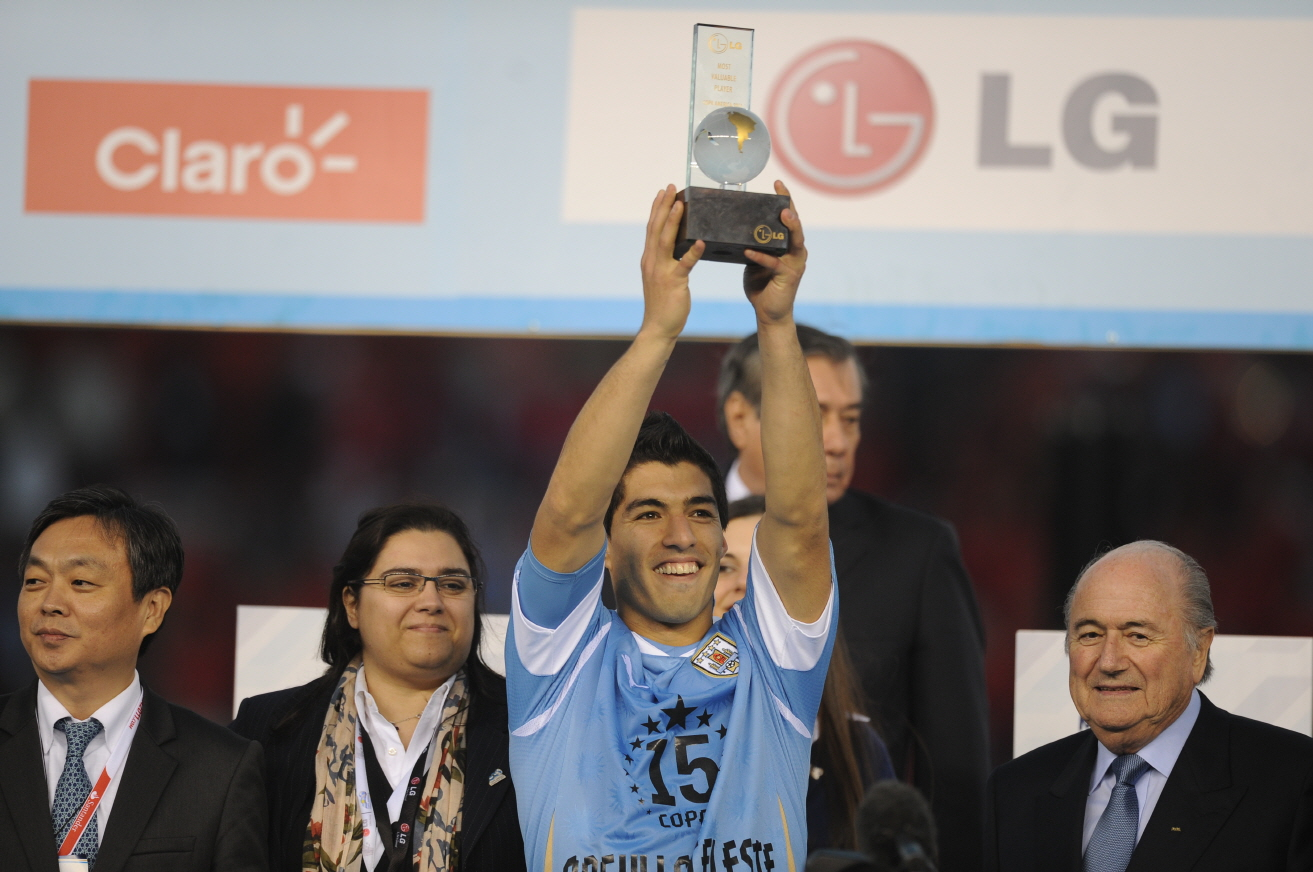
بلاتر (يمين) مع لويس سواريز، أفضل لاعب البطولة في كوبا أمريكا 2011.

في عام 2011، كانت الانتخابات مقررة لمنصب رئيس الفيفا، حيث كان بلاتر مرشحًا للمنصب لفترة رابعة على التوالي. في 29 مارس 2011، قامت منظمة بدل الفيفا بدعم المدافع التشيلي السابق، والحائز على لقب أفضل لاعب كرة قدم في أمريكا الجنوبية ثلاث مرات، إلياس فيغيروا كمرشح للرئاسة، وحثت الاتحادات الوطنية على ترشيحه، لكن فيغيروا قرر في النهاية عدم قبول الترشيح، مشيرًا إلى أنه "في مثل هذه الفترة القصيرة" لا يمكنه بناء حملة انتخابية تليق بحجم وأهمية هذا المنصب المميز.
جرت عملية التصويت في المؤتمر الحادي والستين للفيفا في زيورخ. وكان المرشح الوحيد الآخر، محمد بن همام من قطر، انسحب من السباق الرئاسي في 28 مايو قبل التصويت مباشرة. ودعم بن همام سابقاً حملتي بلاتر الرئاسيتين في عامي 1998 و2002، لكنهُ اعترف بوجود خلافات بينه وبين بلاتر حول قضايا داخل اللجنة التنفيذية للفيفا. أعلنت لجنة الأخلاقيات في الفيفا التي حققت في اتهامات بالرشوة ضد بن همام ورئيس كونكاكاف جاك وارنر أن بلاتر لن يواجه أي تحقيق بشأن مزاعم أنه كان على علم بالرشوة ولم يتخذ أي إجراء بسبب نقص الأدلة.
انتقد بلاتر اللجنة الأولمبية الدولية مشيرًا إلى أن الفيفا تدير أموالها "مثل ربة منزل" أي تُديرها بحرص كبير، بعد أن أعلنت اللجنة أنها ستتحقق من مزاعم الفساد ضد عيسى حياتو، رئيس الاتحاد الأفريقي.
ولعدم وجود أي ترشيحات أخرى، ترشح بلاتر دون منافس في الانتخابات الرئاسية اللاحقة وتمت إعادة انتخابه لفترة رابعة، حيثُ حصل على 186 صوتًا من أصل 203 أصوات. وقد كان بلاتر قد صرح في حملته الانتخابية بأنه في حال إعادة انتخابه في عام 2011 لن يترشح مرة أخرى للرئاسة. وتعرض بلاتر لانتقادات لعدم تأجيل انتخابه في عام 2011، الذي مُدد فيه منصبه كرئيس للفيفا حتى عام 2015، على الرغم من انسحاب أو استبعاد جميع المرشحين الآخرين لهذا المنصب.

### تحقيق لجنة الأخلاقيات في الفيفا عام 2013
في 29 أبريل 2013، أنهت لجنة الأخلاقيات في الفيفا تحقيقها في اتهامات بمدفوعات غير قانونية لمسؤولي الفيفا من شريك التسويق السابق للفيفا الرياضة والترفيه الدولية والتي أعلنت إفلاسها في عام 2001، ونشرت تقريرها.
بُرّئ رئيس الفيفا سيب بلاتر من أي مخالفة، لكن سلفه البرازيلي جواو هافيلانج، استقال من منصب الرئيس الشرفي للفيفا بسبب تورطه في الفضيحة، إذ وُجد أن هافيلانغ إلى جانب أعضاء سابقين في اللجنة التنفيذية للفيفا ريكاردو تيكسيرا ونيكولاس ليوز، قد تلقوا مدفوعات غير قانونية بين عامي 1992 ومايو 2000. وقبل أسبوع من إعلان لجنة الأخلاقيات عن نتائجها، استقال ليوز البالغ من العمر 84 عامًا من منصبه كرئيس لاتحاد كرة القدم في أمريكا الجنوبية، مشيرًا إلى "أسباب صحية".
وفي بيان له، أعرب بلاتر عن "ارتياحه" لأن التقرير يؤكد أن سلوك الرئيس بلاتر «لا يمكن اعتباره بأي حال من الأحوال سلوكًا مخالفًا لأي من قواعد الأخلاق.» وأضاف أنه «لا شك أن الفيفا، بفضل عملية إصلاح الحوكمة التي اقترحها، يمتلك الآن الآليات والوسائل اللازمة لضمان عدم تكرار مثل هذه القضايا، رغم اعترافه بأن الفضيحة "تسببت في أضرار جسيمة لسمعة [الفيفا].»

### اتهامات بسوء الإدارة المالية
وسط الانقسامات الداخلية، أعد نائب الأمين العام للفيفا حينها، ورفيق بلاتر السابق ميشيل زن-روفينين ملفًا مكونًا من 30 صفحة يتضمن اتهامات بسوء الإدارة المالية داخل الفيفا. وزعم الملف أن إفلاس شريك التسويق للفيفا، شركة ISL، قد أدى إلى خسائر بلغت حوالي 100 مليون دولار أمريكي تحت إدارة بلاتر.
حظيت هذه الاتهامات بدعم لينارت يوهانسون، وسُلم الملف إلى السلطات السويسرية، لكنها برأت بلاتر من أي مخالفات، وأجبرت الفيفا على دفع جميع التكاليف. كما أوقف بلاتر تحقيقًا داخليًا في الفيفا بعد أن خالف بعض الأعضاء اتفاقيات السرية. وقد أدى هذا التصرف المثير للشكوك إلى إقالة زن-روفينين من منصبه مباشرة قبل كأس العالم 2002.
في أبريل 2012، نشر مجلس أوروبا تقريرًا يفيد بأنه "من الصعب تخيل" أن بلاتر لم يكن على علم "بمبالغ كبيرة" دُفعت لمسؤولين غير مسمين في الفيفا من قبل ISSM/ISL فيما يتعلق بعقود مربحة لحقوق بث كأس العالم، وما تلاها من إفلاس شركة ISL وانهيارها في عام 2001.

### انتخابات رئاسة الفيفا عام 2015، الجدل والاستقالة
في عام 2015، جرت الانتخابات لمنصب رئيس الفيفا، حيثُ كان بلاتر مرشحًا لفترة خامسة على التوالي. ونافسه في هذه الانتخابات الأمير علي بن الحسين.
أُجري التصويت في المؤتمر الخامس والستين للفيفا في زيورخ في 29 مايو 2015. لم يحصل أي من الطرفين على الأغلبية المطلوبة بنسبة الثلثين في الجولة الأولى، حيثُ حصل بلاتر على 133 صوتًا مقابل 73 للأمير علي. وفقًا لقواعد الفيفا، كان ينبغي إجراء جولة ثانية يحسم فيها الفوز بالأغلبية البسيطة، لكن الأمير علي أعلن انسحابه قبل بدء الجولة الثانية، مما منح بلاتر الفوز بالتزكية.
في 2 يونيو 2015، دعت الفيفا بشكل مفاجئ إلى مؤتمر صحفي في مقرها في زيورخ، حيثُ أعلن بلاتر استقالته من منصب رئيس الفيفا على خلفية فضيحة الفساد الجارية.
في المؤتمر الصحفي، قال بلاتر: «لا يبدو أن ولايتي مدعومة من الجميع» وأعلن عن عقد مؤتمر استثنائي في أقرب وقت ممكن لانتخاب خليفته. كما أعلن أنه سيبقى في منصبه حتى يتم انتخاب خليفته في المؤتمر الاستثنائي المتوقع عقده بين ديسمبر 2015 ومارس 2016. وأضاف: «رغم أنه لدي تفويض من أعضاء الفيفا، لكن لا أشعر أن لدي تفويضًا من العالم بأسره في مجال كرة القدم — من المشجعين، اللاعبين، الأندية، ومن يعشقون اللعبة بقدر ما نعشقها نحن في الفيفا.»
في 26 يونيو، أثار بلاتر تكهنات بأنه قد يتراجع عن استقالته بعد تصريحه بأنه «لم أستقل، بل وضعت ولايتي بين أيدي مؤتمر استثنائي.» بدا هذا التصريح متناقضًا مع تصريحاته في 2 يونيو 2015. وأضاف أنه استقال «لتخفيف الضغط عن الفيفا وموظفيها، بما في ذلك الضغوط من الرعاة.» وأشارت التقارير إلى أن بلاتر قد ينسحب في المؤتمر الاستثنائي، لكن الوضع ظل غامضًا.
في 25 سبتمبر، أعلنت السلطات السويسرية أنها تحقق مع بلاتر بشأن مدفوعات تمت لرئيس الاتحاد الأوروبي ميشيل بلاتيني. في حين أن بلاتر وبلاتيني نفيا أي مخالفة بخصوص تلك المدفوعات، أصدرت عدة شركات راعية للفيفا، من بينها كوكاكولا وفيزا وماكدونالدز وبدويايزر، بيانات علنية تطالب فيها باستقالته.
في 8 أكتوبر 2015، أوقف بلاتر لمدة 90 يومًا من قبل الفيفا بينما كانت التحقيقات حول المدفوعات المقدمة لبلاتيني جارية، حيث جاء في بيان للفيفا: «سبب هذا الايقاف هي التحقيقات الجارية التي يجريها فرع التحقيقات في لجنة الأخلاقيات.» وفي 21 ديسمبر، حظرت لجنة الأخلاقيات في الفيفا بلاتر وبلاتيني من المشاركة في كرة القدم لمدة ثماني سنوات. في فبراير 2016، أيدت لجنة الاستئناف في الفيفا قرار الإيقاف لكنها قللت مدته من ثماني سنوات إلى ست سنوات. قدم بلاتيني استئنافًا إلى المحكمة الأوروبية لحقوق الإنسان، لكن المحكمة رفضت استئنافه.
في 22 ديسمبر 2020، قدمت الفيفا شكوى جنائية ضد بلاتر تتعلق بدوره في مشروع متحف الفيفا.
في 24 مارس 2021، تلقى بلاتر عقوبة ثانية بالمنع لمدة ست سنوات، بالإضافة إلى غرامة قدرها مليون فرنك سويسري من قبل لجنة الأخلاقيات في الفيفا بعد تحقيق في مكافآت ضخمة.
في 2 نوفمبر 2021، وُجّهت إلى بلاتر تهم رسمية من قبل السلطات السويسرية بتهمة الاحتيال وتزوير المستندات فيما يتعلق بمدفوعات غير قانونية لبلاتيني. تمت تبرئة بلاتر وبلاتيني من التهم بعد ثمانية أشهر في هذه التهمة.

## الإنجازات
حصل بلاتر على العديد من الجوائز والميداليات والشهادات الفخرية وجنسيات شرفية من دول، وهيئات رياضية، ومجموعات ذات اهتمامات خاصة، وجامعات، ومدن.
سُحبت الدرجة الفخرية الممنوحة لبلاتر من جامعة دي مونتفورت في أكتوبر 2015، إذ كانت قد منحت له سابقًا تقديرًا لسلوكه الأخلاقي.

## ادعاء التحرش الجنسي
في نوفمبر 2017، اتهمت حارسة المرمى الأمريكية هوب سولو سيب بلاتر بالتحرش الجنسي خلال حفل جوائز كرة الفيفا الذهبية في عام 2013. وخلال مقابلة مع صحيفة إكسبرسو البرتغالية صرحت سولو بأنها "تعرضت لتحرش من سيب بلاتر الذي أمسك بمؤخرتها" قبل أن يقدما معًا جائزة لزميلتها آبي وامباك. وذكرت أنها «كانت في حالة صدمة وارتباك تام. كان عليها أن تستجمع نفسها بسرعة لتقديم الجائزة لزميلتها التي فازت بأهم جائزة في مسيرتها، ولتحتفل معها في تلك اللحظة، لذا حولت تركيزها بالكامل إلى زميلتها.» وصرح المتحدث باسم بلاتر، توماس رينغلي، قائلًا: «هذا الادعاء سخيف.»

## الحياة الشخصية
في عام 1981، غيّر بلاتر تهجئة اسمه الأول من "Josef" إلى "Joseph". وبعد ذلك، اعتمد لقبه "سيب" كاسم أوسط.
كانت زوجة بلاتر الأولى هي ليليان بينر، وأنجبا ابنةً تُدعى كورين، لكنهما انفصلا بعد ذلك بفترة قصيرة. وفي عام 1981، تزوج بلاتر من باربرا كاسير، ابنة هيلموت كاسير الذي شغل منصب الأمين العام للفيفا قبل بلاتر. استمر زواجهما عشر سنوات حتى تُوفيت باربرا نتيجة مضاعفات بعد عملية جراحية. في عام 1995، بدأ بلاتر في مواعدة إيلونا بوغوسكا، وهي صديقة بولندية لابنته كورين لكنهما انفصلا في عام 2002.
تزوج بلاتر للمرة الثالثة في 23 ديسمبر 2002 من غرازييلا بيانكا، وهي مدربة دلافين وصديقة ابنته. انتهى زواجهما بالطلاق في عام 2004. منذ عام 2014، بلاتر على علاقة عاطفية مع ليندا باراس منذ عام 2014.
نشأ بلاتر على تعاليم الديانة الكاثوليكية.

## وصلات خارجية
- جوزيف بلاتر على موقع اللجنة الأولمبية الدولية (الإنجليزية)
- جوزيف بلاتر على موقع أوليمبيديا (الإنجليزية)
- جوزيف بلاتر على موقع IMDb (الإنجليزية)
- جوزيف بلاتر على موقع الموسوعة البريطانية (الإنجليزية)
- جوزيف بلاتر على موقع مونزينجر (الألمانية)
- جوزيف بلاتر على موقع إن إن دي بي (الإنجليزية)
- جوزيف بلاتر على موقع قاعدة بيانات الفيلم (الإنجليزية)
- صفحة الرئيس في موقع فيفا الرسمي